# 猿沢村 (新潟県)
猿沢村（さるさわむら）は、かつて新潟県岩船郡にあった村。

## 沿革
- 1889年（明治22年）4月1日 - 町村制施行に伴い岩船郡猿沢村、檜原村、板屋越村、川端村が合併し、猿沢村が発足。
- 1901年（明治34年）11月1日 - 岩船郡鵜渡路村と合併し、猿沢村を新設。
- 1954年（昭和29年）10月1日 - 岩船郡館腰村、三面村、高根村、塩野町村と合併し、朝日村となり消滅。